# Collegio di Gateshead
Gateshead è stato un collegio elettorale situato nel Tyne and Wear, nel Nord Est dell'Inghilterra, e rappresentato alla Camera dei comuni del Parlamento del Regno Unito. Eleggeva un membro del parlamento con il sistema first-past-the-post, ossia maggioritario a turno unico; il collegio è stato abolito in occasione della revisione periodica del 2024.

## Estensione
Il collegio era costituito dai seguenti ward del borgo metropolitano di Gateshead: Bridges, Chowdene, Deckham, Dunston and Teams, Felling, High Fell, Lobley Hill and Bensham, Low Fell, Saltwell e Windy Nook and Whitehills.

## Membri del parlamento
| Elezione | Elezione         | Deputato          | Partito            |                   |
| -------- | ---------------- | ----------------- | ------------------ | ----------------- |
|          | 1832             | Cuthbert Rippon   | Radicale           |                   |
| 1841     | William Hutt     |                   | Radicale           |                   |
|          | William Hutt     | 1859              | Liberale           |                   |
| 1874     | Walter James     |                   | Liberale           |                   |
| 1893 (S) | William Allan    |                   | Liberale           |                   |
| 1904 (S) | John Johnson     |                   | Liberale           |                   |
| Gen 1910 | Harold Elverston |                   | Liberale           |                   |
|          | 1918             | Herbert Surtees   | Conservatore       |                   |
|          | 1922             | John Brotherton   | Laburista          |                   |
|          | 1923             | John Dickie       | Liberale           |                   |
|          | 1924             | John Beckett      | Laburista          |                   |
| 1929     | James Melville   |                   | Laburista          |                   |
| 1931 (S) | Herbert Evans    |                   | Laburista          |                   |
|          | 1931             | Thomas Magnay     | Liberale Nazionale |                   |
|          | 1945             | Konni Zilliacus   | Laburista          |                   |
|          | 1950             | Collegio abolito  | Collegio abolito   | Collegio abolito  |
|          | 2010             | Collegio ricreato | Collegio ricreato  | Collegio ricreato |
|          | 2010             | Ian Mearns        | Laburista          |                   |
|          | 2024             | Collegio abolito  | Collegio abolito   |                   |

## Elezioni

### Elezioni negli anni 2010
| Partito                    | Partito                                | Candidato                  | Risultati 12 dicembre 2019 | Risultati 12 dicembre 2019 |
| Partito                    | Partito                                | Candidato                  | Voti                       | %                          |
| -------------------------- | -------------------------------------- | -------------------------- | -------------------------- | -------------------------- |
|                            | Laburista                              | Ian Mearns                 | 20 450                     | 53,61                      |
|                            | Conservatore                           | Jane MacBean               | 13 250                     | 34,74                      |
|                            | Lib Dem                                | Peter Maughan              | 2 792                      | 7,32                       |
|                            | Verdi                                  | Rachael Cabral             | 1 653                      | 4,33                       |
|                            |                                        |                            |                            |                            |
| Iscritti                   | Iscritti                               | Iscritti                   | 64 449                     | 100,00                     |
| ↳ Votanti (% su iscritti)  | ↳ Votanti (% su iscritti)              | ↳ Votanti (% su iscritti)  | 38 145                     | 59,19                      |
| ↳ Astenuti (% su iscritti) | ↳ Astenuti (% su iscritti)             | ↳ Astenuti (% su iscritti) | 26 304                     | 40,81                      |
|                            |                                        |                            |                            |                            |
|                            | Esito: collegio confermato a Laburista |                            |                            |                            |

| Partito                    | Partito                                | Candidato                  | Risultati 8 giugno 2017 | Risultati 8 giugno 2017 |
| Partito                    | Partito                                | Candidato                  | Voti                    | %                       |
| -------------------------- | -------------------------------------- | -------------------------- | ----------------------- | ----------------------- |
|                            | Laburista                              | Ian Mearns                 | 27 426                  | 65,14                   |
|                            | Conservatore                           | Lauren Hankinson           | 10 076                  | 23,93                   |
|                            | UKIP                                   | Mark Bell                  | 2 281                   | 5,42                    |
|                            | Lib Dem                                | Frank Hindle               | 1 709                   | 4,06                    |
|                            | Verdi                                  | Andy Redfern               | 611                     | 1,45                    |
|                            |                                        |                            |                         |                         |
| Iscritti                   | Iscritti                               | Iscritti                   | 65 174                  | 100,00                  |
| ↳ Votanti (% su iscritti)  | ↳ Votanti (% su iscritti)              | ↳ Votanti (% su iscritti)  | 42 103                  | 64,60                   |
| ↳ Astenuti (% su iscritti) | ↳ Astenuti (% su iscritti)             | ↳ Astenuti (% su iscritti) | 23 071                  | 35,40                   |
|                            |                                        |                            |                         |                         |
|                            | Esito: collegio confermato a Laburista |                            |                         |                         |

| Partito                    | Partito                                | Candidato                  | Risultati 7 maggio 2015 | Risultati 7 maggio 2015 |
| Partito                    | Partito                                | Candidato                  | Voti                    | %                       |
| -------------------------- | -------------------------------------- | -------------------------- | ----------------------- | ----------------------- |
|                            | Laburista                              | Ian Mearns                 | 21 549                  | 56,78                   |
|                            | UKIP                                   | John Tennant               | 6 765                   | 17,83                   |
|                            | Conservatore                           | Thomas Smith               | 5 502                   | 14,50                   |
|                            | Lib Dem                                | Frank Hindle               | 2 585                   | 6,81                    |
|                            | Verdi                                  | Andy Redfern               | 1 548                   | 4,08                    |
|                            |                                        |                            |                         |                         |
| Iscritti                   | Iscritti                               | Iscritti                   | 68 099                  | 100,00                  |
| ↳ Votanti (% su iscritti)  | ↳ Votanti (% su iscritti)              | ↳ Votanti (% su iscritti)  | 40 451                  | 59,40                   |
| ↳ Astenuti (% su iscritti) | ↳ Astenuti (% su iscritti)             | ↳ Astenuti (% su iscritti) | 27 648                  | 40,60                   |
|                            |                                        |                            |                         |                         |
|                            | Esito: collegio confermato a Laburista |                            |                         |                         |

| Partito                    | Partito                                      | Candidato                  | Risultati 6 maggio 2010 | Risultati 6 maggio 2010 |
| Partito                    | Partito                                      | Candidato                  | Voti                    | %                       |
| -------------------------- | -------------------------------------------- | -------------------------- | ----------------------- | ----------------------- |
|                            | Laburista                                    | Ian Mearns                 | 20 712                  | 54,14                   |
|                            | Lib Dem                                      | Frank Hindle               | 8 163                   | 21,34                   |
|                            | Conservatore                                 | Hazel Anderson             | 5 716                   | 14,94                   |
|                            | BNP                                          | Kevin Scott                | 1 787                   | 4,67                    |
|                            | UKIP                                         | John Tennant               | 1 103                   | 2,88                    |
|                            | Verdi                                        | Andy Redfern               | 379                     | 0,99                    |
|                            | TUSC                                         | Elaine Brunskill           | 266                     | 0,70                    |
|                            | Cristiano                                    | David Walton               | 131                     | 0,34                    |
|                            |                                              |                            |                         |                         |
| Iscritti                   | Iscritti                                     | Iscritti                   | 66 533                  | 100,00                  |
| ↳ Votanti (% su iscritti)  | ↳ Votanti (% su iscritti)                    | ↳ Votanti (% su iscritti)  | 38 257                  | 57,50                   |
| ↳ Astenuti (% su iscritti) | ↳ Astenuti (% su iscritti)                   | ↳ Astenuti (% su iscritti) | 28 276                  | 42,50                   |
|                            |                                              |                            |                         |                         |
|                            | Esito: collegio a Laburista (nuovo collegio) |                            |                         |                         |

## Risultati dei referendum

### Referendum sulla permanenza del Regno Unito nell'Unione europea del 2016
|             | Collegio  | Lasciare UE % | Rimanere in UE % |
| ----------- | --------- | ------------- | ---------------- |
|             | Gateshead | 56,0%         | 44,0%            |
| Inghilterra | 53,3%     | 46,7%         |                  |
| Regno Unito | 51,9%     | 48,1%         |                  |